# Reeve Carney
Pour les articles homonymes, voir Carney.
Reeve Jefferson Carney /ɹiːv ˈkɑɹneɪ/, né le 18 avril 1983, est un chanteur, compositeur, interprète et acteur américain. Il est surtout connu pour avoir joué le rôle de Peter Parker/Spider-Man dans le comédie musicale Spider-Man : Turn Off the Dark au Foxwoods Theatre à Broadway, et pour avoir joué Orpheus dans la distribution originale de Broadway de la comédie musicale Hadestown, lauréate d'un Tony Award. Il a également joué Dorian Gray dans la série Penny Dreadful, et Riff Raff dans le téléfilm musical de la Fox The Rocky Horror Picture Show: Let's Do the Time Warp Again.

## Jeunesse
Reeve Carney est né et a grandi dans le quartier de West Village de Manhattan à New York aux États-Unis, avec son frère Zane et sa sœur Paris. Il a grandi dans une famille de musiciens et d'acteurs : son père, John, était auteur-compositeur pour des publicités, sa mère, Marti, était chanteuse, actrice et créatrice de bijoux et son grand-oncle était l'acteur Art Carney, oscarisé en 1974 pour le rôle de Harry dans Harry et Tonto de Paul Mazursky,,. Sa famille est d'origine  irlandaise et catholique. Il a appris à jouer du piano à un jeune âge et a commencé à chanter pour des publicités à la radio et à la télévision. À l'âge de 8 ans, il a été choisi pour chanter dans une performance live et une vidéo au Avery Fisher Hall du Lincoln Center avec Peter, Paul and Mary. Deux ans plus tard, il a enregistré une chanson avec un chœur d'enfants sur l'album de Michael Jackson, HIStory,
Pour avoir une éducation musicale, Carney a fréquenté l'Académie de musique de l'Alexander Hamilton High School à Los Angeles avec son frère, Zane, et ses futurs compagnons de groupe Aiden Moore et Jon Epcar (en). Il a ensuite étudié à la Thornton School of Music de l'Université de Californie du Sud en se spécialisant en guitare jazz de studio.

## Carrière

### Musique

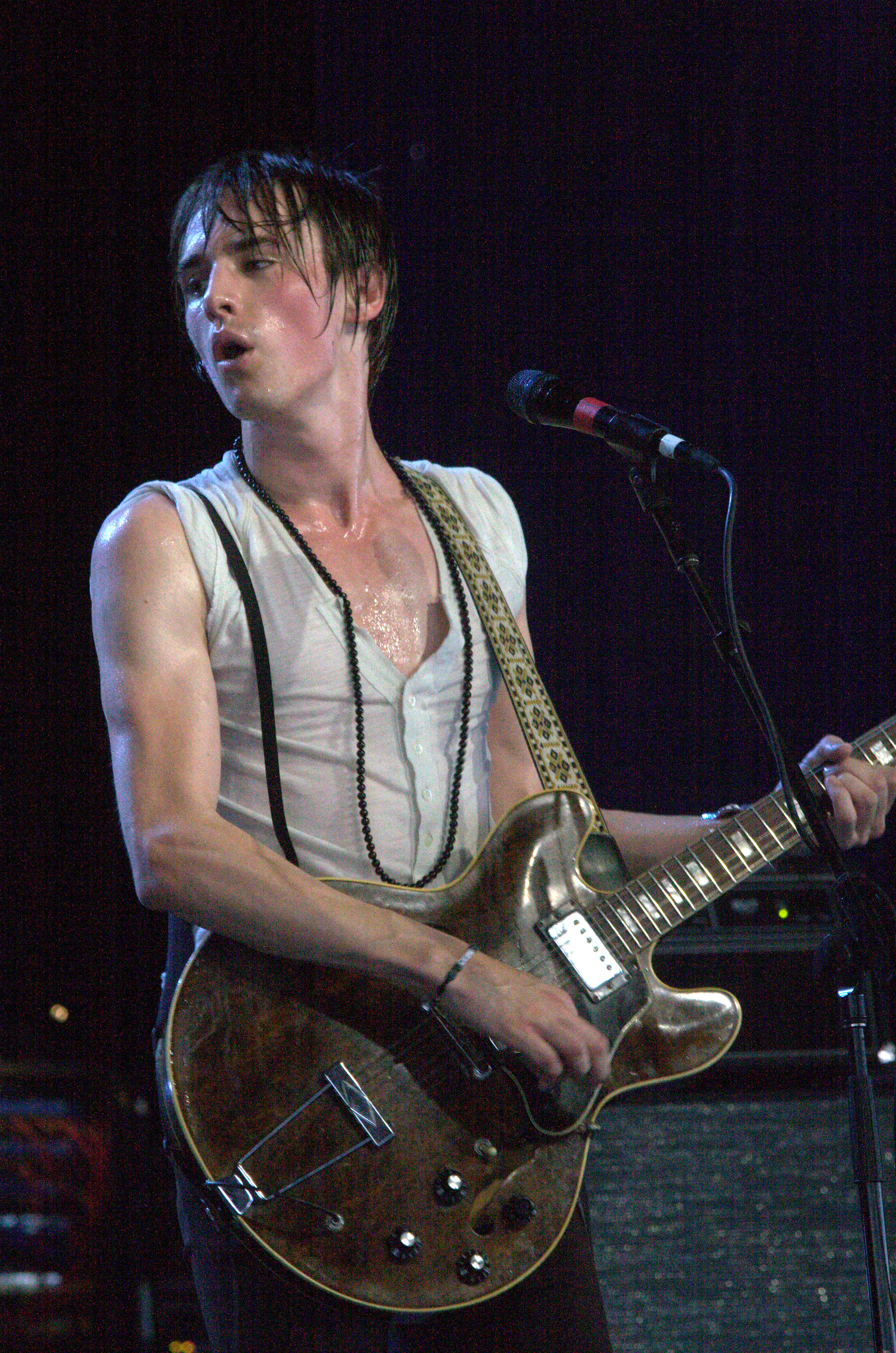
Reeve Carney en 2010, au Byron Bay Bluesfest en Australie.

Reeve Carney commence à jouer de la guitare à 12 ans. Trois ans plus tard, il en jouait professionnellement au night club de B. B. King à Los Angeles,. En 2004, alors qu'il vit en Californie, Carney sort son premier EP Looking Glass  et en fait la promotion en se produisant avec d'autres musiciens, dont Jonny Lang. À 22 ans, il signe avec Interscope et forme son groupe homonyme, Carney, pour faire du rock imprégné de jazz. Le quatuor est donc composé de Reeve Carney (auteur-compositeur, chant et guitare), de son frère Zane (guitare), d'Aiden Moore (basse) et de Jon Epcar (batterie). Le manager David Sonenberg décide de travailler avec eux quand il les voit jouer pour la première fois. En 2008, le groupe sort son premier EP Nothing Without You et son premier album, Mr. Green Vol. 1, en mai 2010. En 2009, le groupe part en tournée avec The Veronicas dans le cadre de leur tournée mondiale Revenge Is Sweeter. Ils font la première partie d'Arcade Fire et de U2 à Moncton au Canada le 30 juillet 2011 lors du dernier concert de la tournée U2 360° Tour,.
Depuis 2010, Reeve Carney interprète Spider-Man dans la nouvelle comédie musicale de Broadway Spider-Man : Turn Off the Dark. Les chansons de ce spectacle ont été écrites et composées par Bono et The Edge. Reeve Carney interprète notamment Boy Falls from the sky. En 2011, il enregistre également le single Rise Above 1, ainsi que Picture this, des chansons adaptées de la comédie musicale, les deux rockstars irlandaises et Jennifer Damiano (en).
La même année, alors qu'il joue à Broadway, Reeve Carney est invité à faire partie de l'album Broadway's Carols for a Cure pour lequel il interprète Saint Nicholas Sky avec T.V. Carpio. En 2013, il renouvelle l'expérience en chantant A Savior is Born. En plus de créer sa propre musique, Carney écrit également des chansons pour des bandes originales de films tels que The Tempest, sorti en 2010, et The Twilight Saga: Breaking Dawn, Part 2, sorti en 2012,. En octobre 2016, Carney sort son premier album solo, Youth Is Wasted, qu'il a écrit et produit lui-même. Reeve Carney est ensuite parti deux fois en tournée, avec le Reeve Carney Fall Tour 2016 et le Youth Is Wasted Tour 2017,,,. Trois chansons de son album ainsi que l'album lui-même sont nommés dans six catégories aux 16e Independent Music Awards (The IMAs). Think of You remporte le prix de la “Meilleure chanson acoustique”. Resurrection remporte quant à elle le prix de la “Meilleure chanson Rock ou Hard Rock”, tandis que l'album devient le “Meilleur album - Adulte Contemporain”.

### Comédie

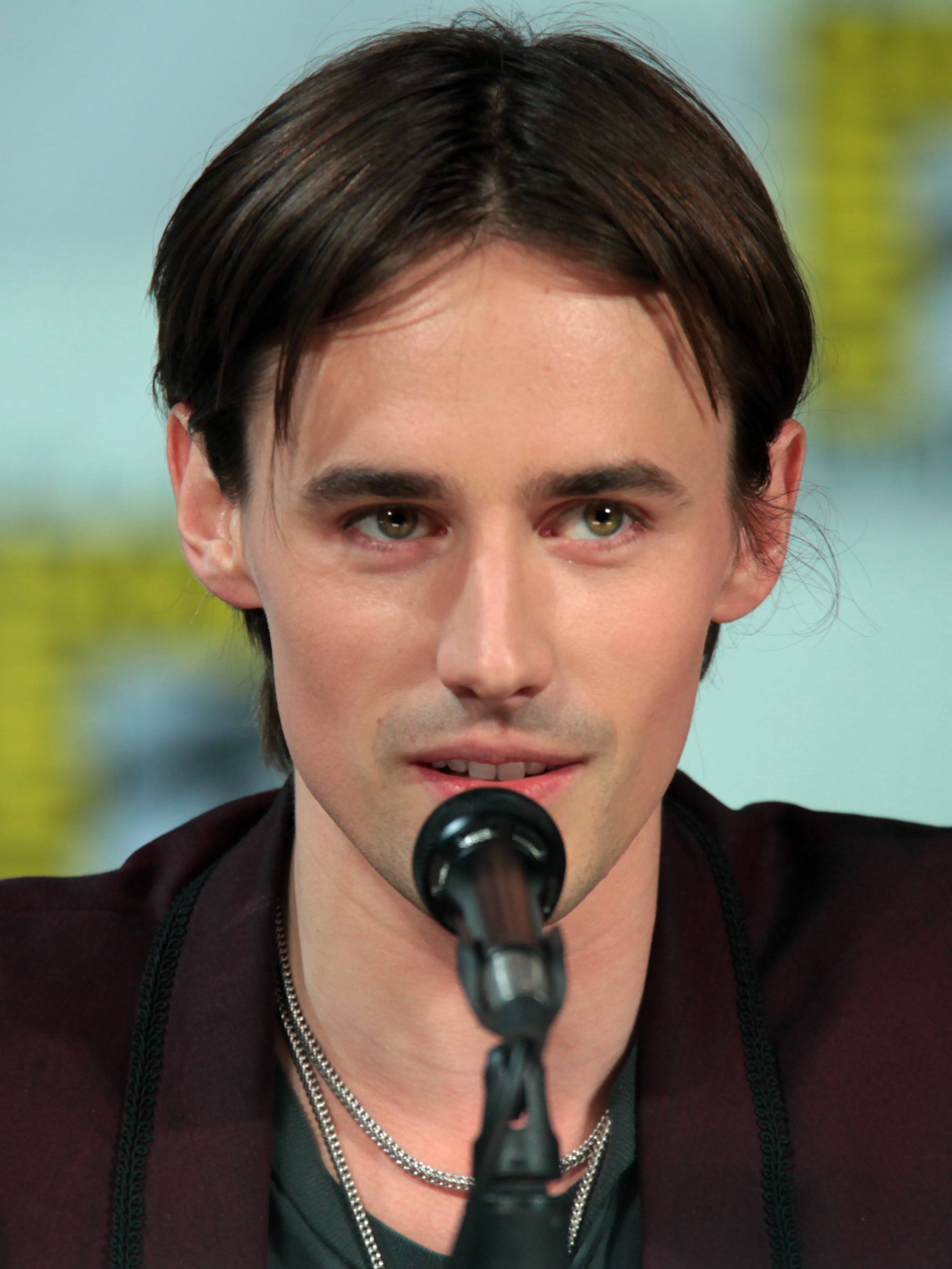
Reeve Carney au San Diego Comic-Con de 2014.

Reeve Carney fait sa première apparition sur grand écran avec un petit rôle dans le film The Saint of Fort Washington sorti en 1993. En 1999, il obtient le rôle du jeune Ishmael Chambers dans Snow Falling on Cedars. Sa performance reçoit alors des critiques favorables et lui vaut de recevoir par la suite le prix de la “Meilleure performance dans un long métrage” lors des Young Artists Awards de 2000. Par la suite, Reeve Carney fait partie de la distribution de quelques films en tant qu'enfant acteur avant de décider de se concentrer totalement à la musique. En 2010, il est sélectionné par la réalisatrice Julie Taymor pour incarner Ferdinand dans une adaptation cinématographique de la pièce de William Shakespeare The Tempest. C'est également Taymor qui choisit Carney pour le rôle principal de Spider-Man dans la comédie musicale Spider-Man : Turn Off the Dark à Broadway. Pendant les auditions, Bono et The Edge, les compositeurs musicaux de la série, ont été surpris par la voix de Reeve Carney. Il finit ainsi par être choisi pour le rôle. Pendant trois  ans, il joue  le rôle de Spider-Man qui a commencé ses avant-premières en novembre 2010,. Ses camarades du groupe Carney jouent également pour Turn Off the Dark, dans le cadre de l'orchestre de fosse. Il joue sa dernière représentation le dimanche 15 septembre 2013. Parallèlement, en 2012, Reeve Carney joue le petit ami de la chanteuse Taylor Swift dans le clip I Knew You Were Trouble. C'est la jeune chanteuse qui en a l'idée car elle était une fan du groupe de Carney,.
En 2014, Reeve Carney est choisi pour incarner Dorian Gray dans la série britannique Penny Dreadful qui a duré trois saisons, de 2014 à 2016,. Pendant le tournage de la dernière saison de Penny Dreadful, Carney est “sur le radar” de Kenny Ortega pour incarner Riff-Raff, le bricoleur, dans le remake pour la Fox de The Rocky Horror Picture Show: Let's Do the Time Warp Again. Il obtient le rôle dans ce téléfilm musical de deux heures et enregistre trois des chansons de la bande originale. Le film est présenté en première sur le réseau Fox le 20 octobre 2016,.
En 2017, Reeve Carney rejoint, dans le rôle d'Orpheus, le casting de la production de la comédie musicale Hadestown au Citadel Theatre (en) à Edmonton, en Alberta, au Canada. La production réunit Carney avec ses co-stars de Spider-Man, Patrick Page et T.V. Carpio. Reeve Carney continue de jouer dans cette comédie musicale lors la représentation au Royal National Theatre en 2018. Il reprend ensuite le rôle dans la production de Broadway, qui a commencé les avant-premières le 22 mars 2019 et a ouvert le 17 avril 2019.

## Vie privée
Il a été en couple avec l'actrice et chanteuse Victoria Justice de octobre 2016 à juin 2019.
Depuis 2019, il sort avec une autre actrice de Hadestown Eva Noblezada (en).

## Discographie

### Albums studio
- Looking Glass EP (2004)
- Rien Sans Toi EP (2008)
- M. Green Vol. 1 (2010)

### Albums live
- Live at Molly Malone (2006)

## Filmographie

### Cinéma
- 1999 : La neige tombait sur les cèdres : Ishmael Chambers jeune
- 2009 : Toy Boy : chanteur
- 2010 : The Tempest (La Tempête) : prince Ferdinand
- 2017 : Gemini de Aaron Katz : Devin
- 2021 : House of Gucci de Ridley Scott : Tom Ford

### Télévision
- 1994 : Dave's World : Guest
- 1994 : Pompoko : voix
- 2004 : Le Roi de Las Vegas : voix
- 2014 - 2016 : Penny Dreadful (TV) : Dorian Gray (18 épisodes)
- 2016 : The Rocky Horror Picture Show: Let's Do the Time Warp Again (TV) : Riff-Raff

## Scène
- 2010–2013 : Spider-Man: Turn Off the Dark : Peter Parker/Spider-Man
- 2015 : Hello, Stranger : Stranger
- 2017-2019 : Hadestown : Orpheus